# Cholecystozy przerostowe
Cholecystozy przerostowe – zaburzenia dotyczące pęcherzyka żółciowego, polegające na przeroście jego ściany. Występują u około 30% chorych, którzy ukończyli 50 rok życia. Dwa podstawowe zaburzenia tego typu to cholesteroloza i gruczolakomięśniakowatość pęcherzyka żółciowego (gruczolakowatość pęcherzyka żółciowego).